# Lud polski (podręcznik)
Lud polski – podręcznik do etnografii Polski autorstwa prof. Adama Fischera wydany w 1926 roku nakładem wydawnictwa Zakładu Narodowego im. Ossolińskich. Całość opracowanego materiału podzielona jest na sześć rozdziałów: I. Wiadomości wstępne, II. Polski obszar etnograficzny, III. Kultura materialna, IV. Kultura społeczna, V. Kultura duchowa i VI. Wnioski ogólne. Podręcznik uzupełniony jest indeksem miejscowości, osób i rzeczy oraz spisem rycin (3 mapy i 58 ilustracji).